# Callionymus beniteguri
Callionymus beniteguri är en fiskart som beskrevs av Jordan och Snyder, 1900. Callionymus beniteguri ingår i släktet Callionymus och familjen sjökocksfiskar. Inga underarter finns listade.